# Вранкс, Руди
Руди Вранкс (Лёвен, 15 декабря 1959) бельгийский журналист, работает на Бельгийском телеканале ВРТ. 

## Биография
Вранкс был единственным ребенком в семье. Его отец Хюго Вранкс (1940) работал официантом, мать Мария Вранкс (1941) работала продавцом. Вранкс делает в основном репортажи о военных конфликтах в таких странах и регионах как Ирак, Косово, Ливия, Израиль, Палестина, Афганистан, Пакистан. С 2010 года он следил за событиями так называемой Арабской Весны, охватывая в своих репортажах события в Тунисе, Ливии, Египте и Сирии, где он также часто работал на передовой в 2013 и 2015 году. Вранкс не женат и у него нет детей.

## Образование
В 1977 Вранкс окончил среднюю школу в Лёвене, а в 1982 он получил диплом историка в  Лёвенском католическом университете. «В детстве я мечтал стать летчиком. В итоге я выбрал совершенно другой путь, но моя теперешняя работа не менее захватывающая».

## Карьера
Самая первая работа, которой Вранкс зарабатывал себе на хлеб и оплачивал учебу, была в Красном Кресте. Тогда в Левене были донорские центры по сбору крови, где Руди помогал с установкой оборудования и оказывал первую медицинскую помощь людям, которым становилось плохо.
По окончании учебы, Вранкс работал исследователем в центре изучения вопросов мира и конфликтов в Лёвенском университете, где писал сценарии для фильмов о военных конфликтах.
Параллельно он сдал экзамены на журналиста в тогдашнем БРТ, где и началась его карьера в 1988 году. В сентябре он начал работать на радио в службе новостей, но уже через шесть недель Вранкс перешел на телевидение.
"Я хотел стать журналистом для того чтобы рассказать правду людям. Я всегда хотел исследовать реальность и стремиться к справедливости. Эту черту я перенял от своего деда, хотя он не рисковал жизнью так как это делаю я".

## Проекты
Самый первый проект в котором Вранкс принимал участие, уже будучи военным корреспондентом, начался в 1989 в Румынии когда диктатор Никола́е Чауше́ску был свергнут. Следующими проектами Вранкса были Война в Персидском заливе или  «Война в заливе», Югославские войны и большие конфликты на Среднем Востоке.
С 13 января 2008 года Бельгийский телеканал КАНВАС транслирует программу «Вранкс», в которой собраны иностранные репортажи  о проблемах разных стран, городов или народов. В 2010 к пятидесятилетию независимости Конго, Вранкс сделал видеорепортаж для канала КАНВАС. Программа которая называлась «Здравствуй Конго», состояла из семи частей. Во время жестких протестов против президента Мубарака в 2011, Вранкс был одним из малочисленных европейских журналистов, кто продолжал работать в Египте, несмотря на опасные условия работы. Когда в Ливии шла кровавая стычка между сторонниками и противниками Муамара Каддафи в 2011 году, Вранкс со съемочной группой ВРТ посетил такие города как Бенгази и Эль-Баида. В сентябре 2011 КАНВАС выпустил его новую программу «Проклятие Усамы», где он рассказал, как изменился мир после террористических актов 11 сентября. Для съемок Вранкс посетил США, Великобританию, Афганистан, Пакистан, Ирак, Йемен и Египет. В начале 2012 Вранкс находился в Сирии и стал свидетелем террористического акта, в котором погиб его французский коллега журналист.
В 2013 Вранкс создал программу на КАНВАСЕ состоящую из четырех частей «Горе Европы»,  в которой он путешествует по Исландии, Ирландии, Португалии, Испании, Италии и Греции для того чтобы рассказать о финансовом кризисе и его причинах.

## Награды
В конце 2012 организация Pax Christi Фландрия (Католическое движение за мир) назначила Вранкса Послом Мира.
Вранкс написал множество книг которые пользуются большим успехом у читателей и так же получили награды Боб ден Оил (Bob den Uyl) - за лучшую журналистскую книгу и Премию М.Й. Брюссе (M.J. Brusseprijs) за лучшую книгу на голландском языке.

## Хобби
У Руди есть свой дом в  Умбрии (Италия), где он отдыхает от тяжелых рабочих будней, а также проводит время со своими родными и близкими. Тут же у него есть свой личный виноградник и оливковая роща.

## Хронология изданий важнейших книг
«С фронта нет новостей» 2003 (Van het front geen nieuws)
«Духи с Запада» 2006 (De geesten van het Avondland)
«Голоса с войны» 2008 (Stemmen uit de oorlog)
«Открытие Конго» 2010 (De ontdekking van Congo)
«Проклятие Усамы» 2011 (De Vloek van Osama)
«Лицо войны» 2012 (Het gezicht van de oorlog)
«Клуб стервятников» 2013 (De Gierenclub)
«Война духов» 2015 (Oorlog om de geesten)

#### «Проклятие Усамы» 2011
Это книга о десяти  годах после террористических актов 11 сентября. Руди Вранкс описывает, как эти десять лет изменили мир. Власть когда-то сильнейшей державы Соединенных Штатов Америки ослабла. Западная интервенция посеяла только ненависть в Ираке и Пакистане. Огромная пропасть между Западом и мусульманским миром – это и есть то самое проклятие Усамы. Мир вздрогнул заново от Арабских революций.

## Документальные фильмы
2008 – «Вранкс» - репортажи о больших и маленьких конфликтах в разных странах мира. Будь это репортаж иностранных коллег Вранкса или других журналистов, Вранкс всегда пытается добраться до глубин  истории и показать людей со всеми их проблемами и ежедневными дилеммами.
2015 – документальный фильм «Мой джихад», в котором Руди Вранкс хочет показать другую сторону медали в дебате о радикализме мусульманской молодежи. Он берет интервью у фламандской мусульманской общины об их борьбе против радикализации.
«Мой джихад»- был отобран на Берлинский Кинофестиваль, а также на кинофестивали в Биаррицце и Праге и был показан в десяти странах мира.
2016 - «Маленькие герои» - многосерийный документальный фильм на телеканале КАНВАС. Руди Вранкс путешествует по миру и собирает истории простых людей, которые находятся в трудной жизненной ситуации, но несмотря на это добиваются многого в жизни. Вранкс показывает не только людей на передовой в Газе или Сирии, но также жестокость полиции США против афро-американцев, мафию в Италии, контрабандистов в Кении, насилие в Мексике между наркобаронами и полицией, коррупцию и.т.д. «Маленькие герои» – это те люди, которые пытаются восстать против несправедливости, неравноправия и борются с этим.